# Чичагов, Пётр Гаврилович
Пётр Гаврилович Чичагов (1694 — после 1756) — русский геодезист, картограф, исследователь Сибири.

## Биография
Окончил Навигацкую школу и Морскую академию.
На службу поступил в 1710 году.
Летом 1719 года принимал участие в экспедиции майора И. Лихарева в верховья реки Иртыш, по результатам которой была создана первая картой Сибири, основанная на астрономических наблюдениях.
В 1720—1725 годах описывал территорию и составлял карты Тобольской провинции.
В 1725 году из Енисейска в течение пяти лет вел съёмочные работы. В результате была составлена карта Енисейского края от истоков реки Енисей до её устья. Карта Енисейского края 1730 года и прилагаемый к ней каталог населенных пунктов на территории нынешнего Красноярского края являются ценнейшим памятником истории освоения Сибири.
В последующие годы Чичагов вёл картографирование междуречья Волги, Урала и Камы.
В результате деятельности Чичагова впервые:
- была составлена карта Иртыша;
- была составлена карта Енисея;
- была составлена карта Алтая;
- была составлена карта Западной Сибири;
- была составлена карта Минусинской котловины, Восточного Саяна и Средне-Сибирского плоскогорья.

## Наследие
Большинство карт Чичагова не сохранилось.
В конце 1960-х — начале 1970-х годов удалось получить некоторые их копии из Парижской национальной библиотеки.

## Память
В 1973 году постановлением Совета Министров РСФСР побережье полуострова Таймыр от Северо-Восточного мыса на западе до Входного мыса на востоке было названо в честь П. Г. Чичагова.

## Цитата
"...Петр Гаврилович Чичагов также окончил Навигацкую школу и Морскую академию. Сразу после академии, в 1719 году он с военным отрядом производил съемку бассейна Иртыша, в 1721–1724 годах — Оби, в 1725–1730 годах — Енисея, в 1735–1736 годах — рек Самары и Яика; часть побережья Таймыра ныне именуется берегом Петра Чичагова". (Скрицкий Н. В. Георгиевские кавалеры под Андреевским флагом. Русские адмиралы — кавалеры ордена Святого Георгия I и II степеней. — М.: ЗАО Центрполиграф, 2002, с. 123).